# Arbérats
Pour les articles homonymes, voir Arbérats.

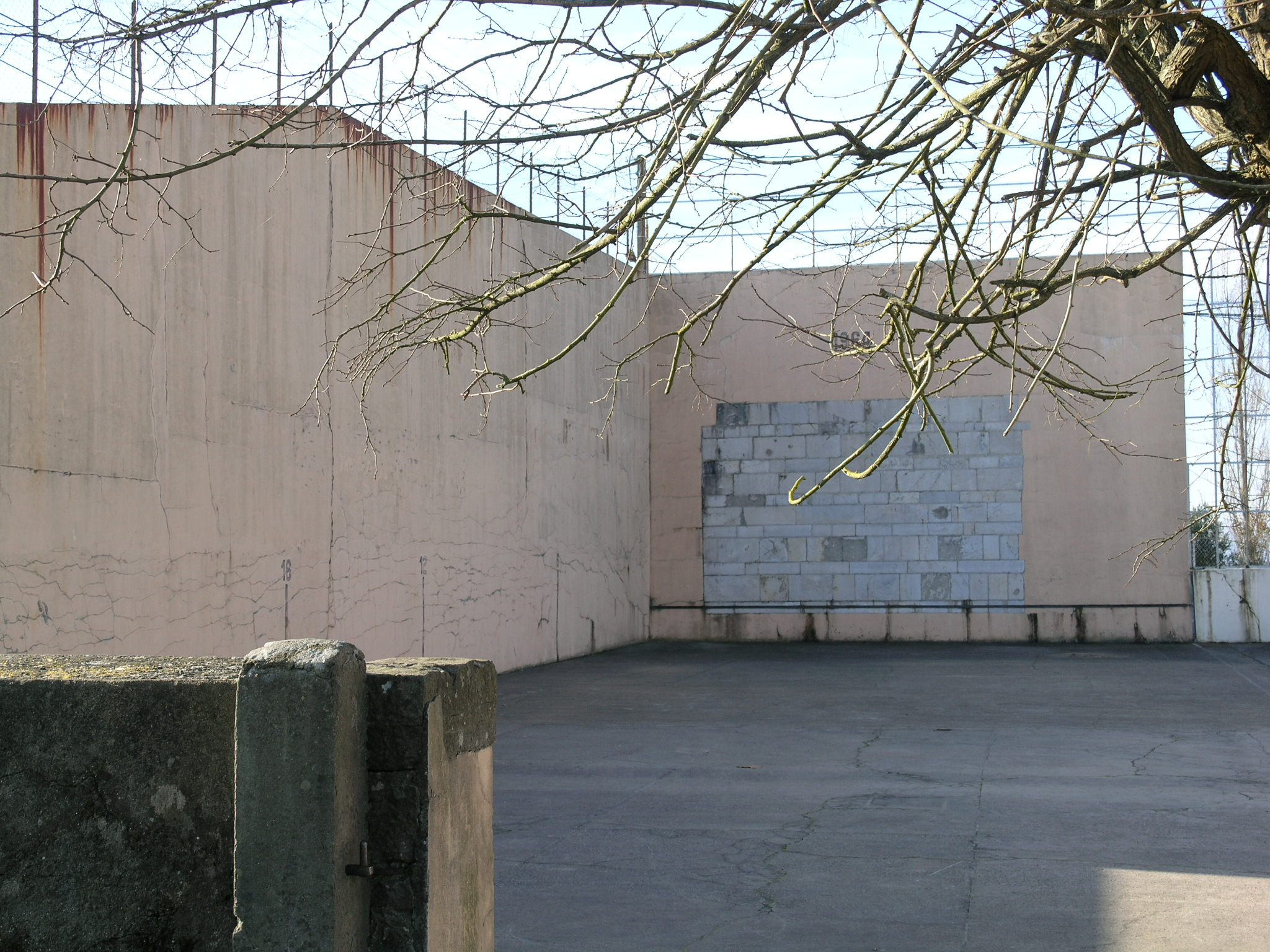
Le fronton d'Arbérats

Arbérats est une ancienne commune française du département des Pyrénées-Atlantiques. Le 14 avril 1841, la commune fusionne avec Sillègue pour former la nouvelle commune de Arbérats-Sillègue.

## Géographie
Le village fait partie du pays de Mixe, dans la province basque de Basse-Navarre.

## Toponymie
Le toponyme Arbérats apparaît sous les formes 
Arberas (1125), 
Arberatz (1150), 
Sanctus Laurentius de Arberaz (1160), 
Arberas (XIIIe siècle, collection Duchesne volume CXIV), 
Arberaz (1350), 
Arberatz (1413 et 1487, contrats d'Ohix pour cette dernière mention), 
Arberaz (1513, titres de Pampelune), 
Arbezats (1793, ou an II) et 
Arberatz (1975, ouvrage de Philippe Veyrin).
Son nom basque est Arberatze.

## Démographie
En 1350, 13 feux sont signalés à Arbérats.
Le recensement à caractère fiscal de 1412-1413, réalisé sur ordre de Charles III de Navarre, comparé à celui de 1551 des hommes et des armes qui sont dans le présent royaume de Navarre d'en deçà les ports, révèle une démographie en forte croissance. Le premier indique à Arbérats la présence de 7 feux, le second de 26 (24 + 2 feux secondaires). 
Le recensement de la population de Basse-Navarre de 1695 dénombre 40 feux à Arbérats.
| 1793 | 1800 | 1806 | 1821 | 1831 | 1836 |
| ---- | ---- | ---- | ---- | ---- | ---- |
| 193  | 213  | 204  | 210  | 212  | 246  |